# 裁きは終りぬ
『裁きは終りぬ』（さばきはおわりぬ、Justice est faite）は、アンドレ・カイヤット監督による1950年のフランスのドラマ映画である。恋人を安楽死させた女性の裁判に取り組む陪審員たちが描かれる。ヴェネツィア国際映画祭では金獅子賞を獲得した。

## 公開
1950年9月、ヴェネツィア国際映画祭で上映され、金獅子賞を受賞した。同年9月20日、フランスで公開された。
同年10月18日から28日にかけて第1回「フランス映画祭」がユニフランス・フィルムの主催により、東京都の第一生命ホールと新丸ビル・ホール、大阪市の大阪ガスホールと朝日会館、京都市の公楽会館で開催された。『夜ごとの美女』『浮気なカロリーヌ』『嘆きのテレーズ』『裁きは終りぬ』『恐怖の報酬』『失われた想い出』『陽気なドン・カミロ』『肉体の悪魔』『輪舞』の計9本の長編と、短編2本が上映された。本作品は10月21日に上映された。アンドレ・カイヤット、ジェラール・フィリップ、シモーヌ・シモンが映画祭に参加するため来日した。
1951年6月、第1回ベルリン国際映画祭で金熊賞（スリラー&アドベンチャー部門）を受賞した。
1954年8月24日、日本で一般公開された。

## キャスト
- ミシェル・オークレール
- アントワーヌ・バルペトレ（英語版）
- レイモン・ビュシェール（英語版）
- ジャック・カステロ（英語版）
- ジャン・ドビュクール（英語版）
- ジャン＝ピエール・グルニエ
- クロード・ノリエ
- マルセル・ペレス（英語版）
- ノエル・ロックヴェール（英語版）
- ヴァランティーヌ・テシエ
- ジャン・ディード（英語版）
- アニエス・ドゥラアイ
- ディタ・パルロ

## 受賞とノミネート
| 映画祭・賞                         | 部門                               | 候補者               | 結果 |
| ---------------------------------- | ---------------------------------- | -------------------- | ---- |
| 第11回ヴェネツィア国際映画祭       | 金獅子賞                           | アンドレ・カイヤット | 受賞 |
| 第1回ベルリン国際映画祭            | 金熊賞（スリラー・アドベンチャー） | アンドレ・カイヤット | 受賞 |
| 第19回ニューヨーク映画批評家協会賞 | 外国語映画賞                       | 『裁きは終りぬ』     | 受賞 |